# Polyrhachis rufipalpis
Polyrhachis rufipalpis är en myrart som beskrevs av Santschi 1910. Polyrhachis rufipalpis ingår i släktet Polyrhachis och familjen myror. Inga underarter finns listade i Catalogue of Life.